# Озерне (Роменський район)
Озерне — село (до 2016 року — селище) в Україні, у Роменському районі Сумської області. Населення становить 57 осіб. Входить до складу Недригайлівської селищної громади. До 2020 року орган місцевого самоврядування — Тернівська селищна рада.

## Населення

### Мова
Розподіл населення за рідною мовою за даними :
| Мова            | Кількість | Відсоток |
| --------------- | --------- | -------- |
| українська      | 54        | 94.74%   |
| російська       | 2         | 3.51%    |
| інші/не вказали | 1         | 1.75%    |
| Усього          | 57        | 100%     |

## Географія
Село Озерне лежить на лівому березі річки Біж, вище за течією на відстані 2,5 км розташоване село Голуби (Конотопський район), нижче за течією на відстані 1 км розташоване село Шматове. По селу протікає пересихаючий струмок з загатою. Поруч проходить автомобільна дорога Т 2504.

## Історія
12 червня 2020 року, відповідно до розпорядження Кабінету Міністрів України № 723-р «Про визначення адміністративних центрів та затвердження територій територіальних громад Сумської області», село увійшло до складу Недригайлівської селищної громади.
19 липня 2020 року, в результаті адміністративно-територіальної реформи та ліквідації Недригайлівського району, село увійшло до складу новоутвореного  Роменського району.